# All eure Gesichter
All eure Gesichter ist ein französischer Spielfilm der Regisseurin Jeanne Herry aus dem Jahr 2023. Er hat die Restorative Justice zum Thema.

## Handlung
Der Film setzt mit einer kurzen Sequenz aus der Ausbildungszeit von Judith, Fanny und Michel für ihre Tätigkeit in einem Programm für Restorative Justice ein. Im Folgenden zeigt er zum einen, wie sich in einem Gefängnis eine Gruppe wöchentlich zusammenfindet, bestehend aus drei männlichen Häftlingen, die Raubdelikte begangen haben, zwei Frauen und einem Mann, die jeweils Opfer eines Raubüberfalls wurden, zwei ehrenamtlichen Helfern sowie Fanny und Michel. Der andere Handlungsstrang zeigt eine junge Frau, Chloé, die als Mädchen von ihrem um einiges älteren Stiefbruder vielfach sexuell missbraucht worden ist. Als sie erfährt, dass er aus dem Gefängnis entlassen wird und in ihre Stadt ziehen wird, will sie handeln. Sie nimmt an einer Opfer-Täter-Mediation des Programms teil, um mit ihm Absprachen zu treffen, sich im Alltag nicht begegnen zu müssen. Zudem beschäftigen sie drängende Fragen. Sie trifft sich regelmäßig mit Judith, um ein mögliches Treffen gut vorzubereiten. Der Film begleitet die Figuren in ihren Prozessen; es kommt zu positiven Veränderungen in ihrem Erleben, einer Erweiterung ihrer Handlungsmöglichkeiten, Begegnung. Zwischenszenen zeigen das freundschaftlich-kollegiale Zusammensein von Judith, Fanny und Michel.

## Hintergrund
Restorative Justice ist seit 2014 in Frankreich gesetzlich verankert.

## Rezeption

### Kritiken
Die Deutsche Film- und Medienbewertung kommt zu einem sehr positiven Urteil: „... ein aufwühlender Film, der seine große Kraft aus seinem klug aufbereiteten Thema und dem nuancierten und authentischen Spiel des gesamten Ensembles zieht. (...) Dass dokumentarische Sachlichkeit und tiefe Emotion so beieinander liegen, ist ein filmisches Meisterstück in jeder Hinsicht.“

### Auszeichnungen
César 2024
- Beste Nebendarstellerin (Adèle Exarchopoulos)
- Nominierung als Bester Film (Jeanne Herry, Hugo Sélignac und Alain Attal)
- Nominierung für die Beste Regie (Jeanne Herry)
- Nominierung für das Beste Originaldrehbuch (Jeanne Herry)
- Nominierung als Beste Nebendarstellerin (Leïla Bekhti)
- Nominierung als Beste Nebendarstellerin (Élodie Bouchez)
- Nominierung als Beste Nebendarstellerin (Miou-Miou)
- Nominierung für den Besten Schnitt (Francis Vesin)
- Nominierung für den Besten Ton (Rémi Daru, Guadalupe Cassius, Loïc Prian und Marc Doisine)